# Partia Robotnicza Zjednoczenia Marksistowskiego
Partia Robotnicza Zjednoczenia Marksistowskiego (hiszp. Partido Obrero de Unificación Marxista; kat. Partit Obrer d'Unificació Marxista, POUM) – hiszpańska komunistyczna partia polityczna utworzona w czasie Drugiej Republiki Hiszpańskiej i najbardziej aktywna w czasie wojny domowej. Powstała w wyniku połączenia trockistowskiej Komunistycznej Lewicy Hiszpanii (Izquierda Comunista de España, ICE) i Bloku Pracowników i Chłopów (BOC), wbrew woli samego Lwa Trockiego, z którym zerwała.

## Historia
POUM powstała jako komunistyczna opozycja względem stalinizmu w 1935 roku. Jej głównymi twórcami byli Andreu Nin, pozostający pod dużym wpływem myśli Trockiego, zwłaszcza jego idei permanentnej rewolucji i Joaquín Maurín, zwolennik tzw. Prawej Opozycji. POUM była większa niż Komunistyczna Partia Hiszpanii (PCE) w Katalonii i regionie Walencji. Opowiadała się także przeciwko Kominternowi i wymyślonej przez niego strategii frontu ludowego. Mimo to wzięła udział w hiszpańskim Froncie Ludowym. POUM próbowała wprowadzić w życie część swoich radykalnych postulatów będąc częścią rządu Frontu, jednak zapobiegły temu jego bardziej umiarkowane elementy składowe. Sprawiło to, iż Nin odszedł z rządu.
W czasie wojny domowej partia zaczęła zyskiwać popularność i wraz z anarchistyczną Krajową Konfederacją Pracy (CNT) popierana była przez proletariat z terenów nie znajdujących się pod kontrolą oddziałów Francisco Franco. M.in. George Orwell walczył wraz z oddziałami POUM, których członków opisywał później w swoich książkach.

## Konflikt z Frontem Ludowym
Wsparcie POUM dla Trockiego i sprzeciw wobec polityki Stalina doprowadziły do ostrego konfliktu z PCE, ciągle lojalnej względem Kominternu. Członkowie PCE oskarżali POUM o trockizm, a nawet faszyzm. Często dochodziło do prawdziwych bitew pomiędzy zwolennikami obu ugrupowań. Największe takie zajścia miały miejsce w Barcelonie w 1937 roku, kiedy to członkowie POUM zostali zaatakowani przez oddziały wojsk rządowych złożonych w większości z komunistów, w wyniku czego wywiązały się kilkudniowe walki (dni majowe w Barcelonie). Doprowadziło to ostatecznie do narastającej izolacji POUM, wraz z czysto trockistowską Sekcją Bolszewicko-Leninowską. Obie organizacje zostały zmuszone do zejścia do podziemia. Gdy Nin został aresztowany i zabity, jego partia została okrzyknięta „prowokatorską” przez stalinowską propagandę. Ideologiczne podziały wewnątrz organizacji popierających Front Ludowy, wraz z osłabieniem morale, doprowadziło do zakończenia marzeń o rewolucji. Podczas gdy jedność pozwoliła zwolennikom Franco zwyciężyć w wojnie domowej, pomysły POUM i anarchistów osłabiły ekonomiczne plany wojenne Republiki. Równocześnie POUM został (podobnie jak anarchiści) okrzyknięty głównym wrogiem Frontu Ludowego, a tysiące jego aktywistów zginęło z rąk NKWD. Zdaniem wielu historyków, nie tylko lewicowych, zajadły atak sił radzieckich na POUM miał na celu zniszczenie partii, która nie tylko walczyła z faszystami, ale także oferowała alternatywną wizję komunizmu, niepopierającą czystek w ZSRR, ani wodzowskiego modelu partii. Istotnym czynnikiem było też powoływanie się POUM na Trockiego (chociaż organizacja ta nigdy nie określiła się jako trockistowska, zaś jej przywódca Nin w czasie wojny hiszpańskiej popadł w wyraźny konflikt z Trockim, zdaniem którego POUM nie powinna wchodzić do rządu, który hamował rewolucję robotniczą).

## Związki międzynarodowe
POUM była członkiem tzw. „Biura Londyńskiego” – partii socjalistycznych, które odrzucały zarówno reformizm Drugiej Międzynarodówki, jak i promoskiewską orientację Międzynarodówki Komunistycznej. Innymi członkami Biura były Niezależna Partia Pracy (Wielka Brytania), PSOP (Francja) czy Bund (partia żydowska).